# Gerolzhofen
Gerolzhofen é um município da Alemanha, situado no distrito de Schweinfurt, no estado da Baviera. Tem 18,35 km² de área, e sua população em 2019 foi estimada em 6.868 habitantes.